# 太德乡
太德乡，是中华人民共和国山西省临汾市大宁县下辖的一个乡镇级行政单位。

## 行政区划
太德乡下辖以下地区：
太德村、堡村、扶义村、龙吉村、午落村、茹古村、美原村和曹家庄村。